# Goeree-Overflakkee
Goeree-Overflakkee ist eine Insel in den Niederlanden. Die gleichnamige Gemeinde darauf gehört der Provinz Südholland an und besteht seit dem 1. Januar 2013. Die Insel wie auch die Landfläche der Gemeinde umfassen 262,2 km².
Die Landschaft dieser Insel ähnelt jener der südlich von ihr gelegenen Provinz Zeeland; ihre Bewohner sprechen seeländische Dialekte.

## Geschichte
Im Gebiet der heutigen Insel Goeree-Overflakkee befanden sich im Mittelalter und in der Frühen Neuzeit mehrere größere und kleinere Inseln. Die Durchfahrt zwischen der einstigen Insel Goeree und Hellevoetsluis war jahrhundertelang eines der vier wichtigsten Seegatte der Niederlande, das heißt der Zufahrten vom Meer zu den Haupthäfen und in die binnenländischen Gewässer (die drei andern waren die Maas-Mündung, das Marsdiep zwischen Texel und Den Helder sowie die Vlie).
Die Insel entstand als Gesamtheit durch die Anlage des Statendam im Jahr 1751, der die bis dahin eigenständigen Inseln Westvoorne und Overflakkee verband. Im Norden wird die Insel heute vom Haringvliet begrenzt, im Süden vom Grevelingen und im Westen von der Nordsee.  Im Rahmen des Deltaplans ist die Insel seit den 1960er-Jahren durch Dämme mit Schouwen-Duiveland und dem Festland verbunden.
Die Insel war in vier Gemeinden eingeteilt, dies waren
- Goedereede,
- Dirksland,
- Middelharnis und
- Oostflakkee.

Am 1. Januar 2013 wurden diese Gemeinden zu der großen Gemeinde Goeree-Overflakkee zusammengefasst.
Das Streekmuseum Goeree-Overflakkee besteht seit 1947.

## Politik

### Sitzverteilung im Gemeinderat
Seit der Gemeindegründung setzt sich der Rat von Goeree-Overflakkee folgendermaßen zusammen:
| Partei                           | Sitze | Sitze | Sitze |
| Partei                           | 2012  | 2018  | 2022  |
| -------------------------------- | ----- | ----- | ----- |
| Vitale Kernen Goeree-Overflakkee | 3     | 6     | 7     |
| SGP                              | 9     | 7     | 7     |
| CDA                              | 3     | 4     | 6     |
| Groep Jan Zwerus                 | –     | 1     | 4     |
| VVD                              | 4     | 3     | 2     |
| ChristenUnie                     | 4     | 3     | 2     |
| PvdA                             | 4     | 3     | 2     |
| D66                              | 0     | –     | 1     |
| Partij van de Jongeren           | –     | –     | 0     |
| Eiland van Vrijheid              | 1     | 2     | –     |
| Goeree-Overflakkee Samen         | 1     | 0     | –     |
| Jezus Leeft                      | –     | 0     | –     |
| GroenLinks                       | 0     | –     | –     |
| Leefbaar Goeree-Overflakkee      | 0     | –     | –     |
| Gesamt                           | 29    | 29    | 31    |

### Bürgermeister
Seit dem 3. September 2013 ist Ada Grootenboer-Dubbelman (CDA) amtierende Bürgermeisterin der Gemeinde. Aufgrund von gesundheitlichen Problemen wurde sie vom 16. Dezember 2014 bis zum 1. Oktober 2015 von Jan Pieter Lokker (CDA) kommissarisch vertreten. Zu ihrem Kollegium zählen die Beigeordneten Berend Jan Bruggeman (Vitale Kernen Goeree-Overflakkee), Peter Feller (VVD), Daan Markwat (SGP), Arend-Jan van der Vlugt (CDA) sowie der Gemeindesekretär Wim van Esch.

### Politische Gliederung

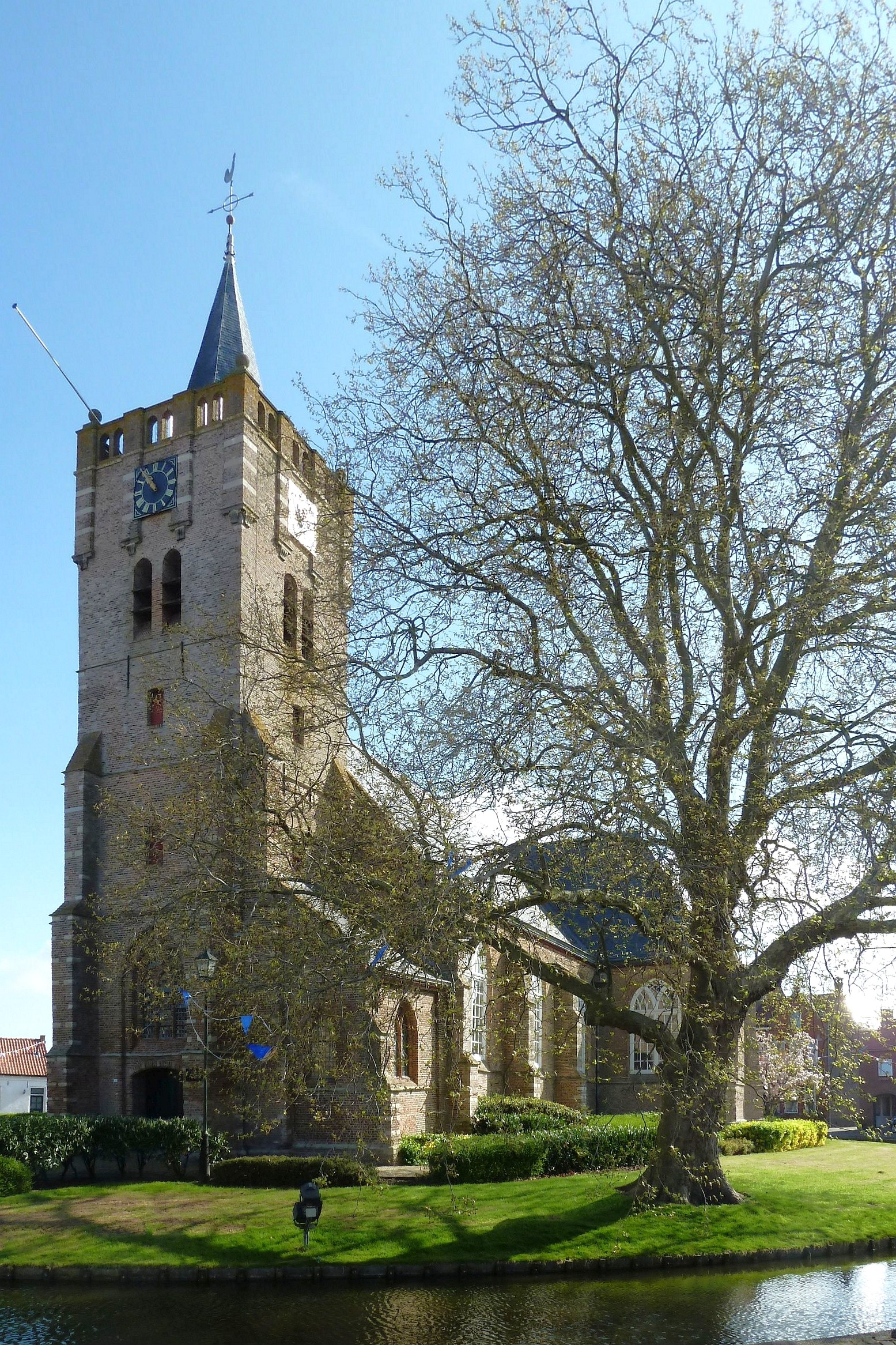
Dorfkirche am Kerkring in Nieuwe-Tonge

Die Gemeinde wird in folgende Ortsteile aufgeteilt:
| Nr.      | Ort                     | Einwohner |
| -------- | ----------------------- | --------- |
| 00       | Goedereede              | 2.285     |
| 01       | Ouddorp                 | 6.340     |
| 02       | Stellendam              | 3.660     |
| 03       | Middelharnis            | 7.820     |
| 04       | Ooltgensplaat           | 2.685     |
| 05       | Den Bommel              | 1.735     |
| 06       | Oude-Tonge              | 5.290     |
| 07       | Dirksland               | 6.030     |
| 08       | Melissant               | 2.205     |
| 09       | Herkingen               | 1.305     |
| 10       | Sommelsdijk             | 7.475     |
| 11       | Nieuwe-Tonge            | 2.395     |
| 12       | Stad aan ’t Haringvliet | 1.540     |
| 13       | Achthuizen              | 1.100     |
| Gemeinde | Gemeinde                | 51.865    |

1. ↑  Bezirksnummer
2. ↑  (Stand: 1. Januar 2024)

## Wirtschaft
2022 nahm Vattenfall mit dem Energiepark Haringvliet ein auf der Insel gelegenes Hybridkraftwerk in Betrieb. Bei diesem Kraftwerk wurden sechs Windkraftanlagen mit zusammen 22 Megawatt Leistung, ein Solarpark mit 38 MWp und ein Batterie-Speicherkraftwerk kombiniert. Durch die tendenziell gegenläufige Produktion von Windenergie und Solarenergie sowie den Speicher wird die Einspeisung verstetigt, zudem wird nur ein einziger Netzanschluss benötigt. Das Hybridkraftwerk soll zugleich als Vorbild für weitere ähnliche Anlagen dienen.